# Whinburgh
Whinburgh är en by i civil parish Whinburgh and Westfield, i distriktet Breckland, i grevskapet Norfolk i England. Byn är belägen 4 km från Dereham. Civil parish hade 196 invånare år 1931. Byn nämndes i Domedagsboken (Domesday Book) år 1086, och kallades då Wineberga.